# Gelliodes tubulosa
Gelliodes tubulosa är en svampdjursart som beskrevs av Lendenfeld 1887. Gelliodes tubulosa ingår i släktet Gelliodes och familjen Niphatidae. Inga underarter finns listade i Catalogue of Life.